# Stade Marvin-Lee
Le stade Marvin Lee (Marvin Lee Stadium) est un stade multifonction situé à Macoya, région de Tunapuna-Piarco, Trinité-et-Tobago.
Il est situé sur le même emplacement que le Centre d'excellence Dr. João Havelange. Actuellement il est surtout utilisé pour des matchs de football et il est le domicile du Joe Public FC. Le stade peut accueillir environ 6 000 spectateurs.

## Histoire

### Origine du nom
Le stade a été nommé en mémoire de Marvin Lee, capitaine de l'équipe nationale de football U-20 et défenseur vedette, qui subit une grave blessure à la tête et au cou lors d'une collision avec Landon Donovan au cours d'un match contre l'équipe U-20 des États-Unis. Il resta paralysé et succomba finalement des suites de cette blessure. Il fut plus tard reconnu officiellement par son gouvernement pour services rendus à la nation.

### Histoire du stade
En 2007, le stade devint le premier des Antilles à bénéficier d'une surface artificielle au coût de 8 millions de dollars trinidadiens, grâce à une subvention au développement de la FIFA. Le match inaugural a été une rencontre de la Ligue professionnelle de Trinité-et-Tobago entre le Caledonia AIA et le Joe Public FC.